# Hartwin Naumann
Hartwin Friedrich Christian Naumann, född den 17 december 1954 i Malmö, död den 22 april 2008 i Malmö, var en svensk violinist, lärare och musikdirektör. Var gift två gånger och fick sammanlagt fem barn. 
Han var son till den tyske kapellmästaren Jean Naumann och halvbror till den framgångsrike dirigenten Siegfried Naumann. 
Naumann tog sin examen från Musikhögskolan i Malmö 1978 och arbetade som violinlärare när han anlitades som praktikhandledare och metodiklärare för Musikhögskolans violinpedagogstudenter under tidigt 90-tal. Innan dess hade han arbetat på Östra Grevie folkhögskola som musikhistorielärare och som musiklärare i Trelleborg, Kävlinge, Burlöv samt Lund. Men avslutade de jobben för att fortsätta endast på musikhögskolan. 
Samtidigt som han arbetade på musikhögskolan sökte han tjänsten som musiklärare på Bladins skola i Malmö år 1995 och fick den. Dock fortsatte han på Musikhögskolan i Malmö men endast 20 procent av sin arbetstid och de resterande 80 procenten på Bladins skola. 
Medan Naumann hade arbeten på två olika ställen skrev han en doktorsavhandling vid Köpenhamns universitet år 2005 med titeln: "Så kan barn lära sig spela - så borde vi undervisa!" Den handlar om studie, teori och analys om vägar till barns lärande mot en anpassad violinmetodik från ett traditionellt till ett öppet paradigm. Avhandlingen finns tillgänglig att läsa i Den Sorte Diamant på Det Kongelige Bibliotek i Köpenhamn. 